# Капушани
Капушани (словац. Kapušany) — село в Словаччині, Пряшівському окрузі Пряшівського краю. Розташоване в північно–східній частині Словаччини, на межі Солоних гір та Шариської височини в долині річки Секчов.
Вперше згадується у 1248 році.
В селі є римо-католицький костел з 1796–1799 рр. у стилі класицизму та палац з другої половини 18 століття збудований в стилі рококо, у 2 половині 19 століття зменшений, пізніше перебудований. Над селом височать руїни готичної фортеці з 1410 р. збудованої на фундаменті фортеці з кінця 13 століття.

## Населення
| Рік:            | 1994. | 2004.   | 2014.   | 2024.   |
| --------------- | ----- | ------- | ------- | ------- |
| Кількість осіб: | 1902  | 2090    | 2176    | 2156    |
| Різниця:        |       | +9,88 % | +4,11 % | -0,91 % |

| Рік:            | 2023. | 2024.   |
| --------------- | ----- | ------- |
| Кількість осіб: | 2147  | 2156    |
| Різниця:        |       | +0,41 % |

В селі проживає 2 163 осіб.
Національний склад населення (за даними останнього перепису населення — 2001 року):
- словаки — 96,38 %,
- цигани — 2,30 %,
- чехи — 0,34 %,
- русини — 0,20 %,
- українці — 0,20 %.

Склад населення за приналежністю до релігії станом на 2001 рік:
- римо-католики — 92,76 %,
- греко-католики — 3,38 %,
- протестанти — 1,61 %,
- православні — 0,10 %,
- не вважають себе віруючими або не належать до жодної вищезгаданої церкви — 2,15 %.

## Географія
Протікає річка Ладянка.